# Деккер, Екатерина Генриховна
Екатерина Генриховна Деккер (нем. Katharina Decker; 27 июля 1927, село Страсбург, Фридрих-Энгельский район, Одесский округ, Украинская ССР — 25 декабря 2012, Рудный, Костанайская область, Казахстан) — доярка Кустанайской областной сельскохозяйственной опытной станции, Казахская ССР. Герой Социалистического Труда (1966). Депутат Верховного Совета Казахской ССР 6 — 7 созывов.

## Биография
Родилась в 1927 году в многодетной крестьянской семье в селе Страсбург (сегодня — село Кучурган Раздельнянского района Одесской области) Фридрих-Энгельского района Одесского округа. Через несколько лет её родители переехали в Кустанайскую область, где первое время они жили в селе Озёрное Кустанайской области, затем — на центральной усадьбе конного завода № 48. В 1939 году окончила четыре класса начальной школы.
Трудиться начала в 1940 году. С 1943 года — телятница на конезаводе № 48 (позднее — Кустанайская областная сельскохозяйственная станция). С 1947 года — доярка отделения № 1 Кустанайской областной сельскохозяйственной станции.
Как и другие представители немецкого народа была подвергнута репрессиям после начала Великой Отечественной войны. В отличие от других не была выслана из Казахстана. С 1946 по 1954 года находилась на учёте как спецпоселенец в Заботольском районе Кустанайской области. Реабилитирована в 1994 году.
Ежегодно показывала высокие трудовые результаты в надое молока. В 1961 году получила 3100 килограммов молока от каждой коровы, в следующем году довела свои результаты до 3180 килограммов. В 1963 году увеличила надои в среднем от каждой коровы по 3257 килограмма молока при плане в 2300 килограммов. В 1964 году — по 3338 килограмма и в 1965 году — по 3500 килограммов молока от каждой коровы. По результатам работы в 1965 году заняла передовое место среди доярок всего СССР. Указом Президиума Верховного Совета СССР от 22 марта 1966 года удостоена звания Героя Социалистического Труда за «успехи, достигнутые в развитии животноводства, увеличении производства и заготовок мяса, молока, яиц, шерсти и другой продукции» с вручением ордена Ленина и золотой медали «Серп и Молот» (№ 11309).
Избиралась депутатом Верховного Совета Казахской ССР 6 — 7 созывов (1963—1971). Неоднократно участвовала в работе Всесоюзной выставке ВДНХ. Была наставницей молодых доярок. За все годы своей работы надоила 1 миллион 230 тысяч килограммов молока.
В октябре 1976 года назначена бригадиром животноводов, через четыре месяца по состоянию здоровья перешла на работу ночным конюхом.
Трудилась на Кустанайской областной опытной станции (сегодня — ТОО «Сельскохозяйственная опытная станция „Заречное“») до выхода на пенсию. С 1982 года — персональный пенсионер союзного значения. Проживала в посёлке Заречное Костанайской области. Умерла в декабре 2012 года в городе Рудный.

## Память
Её имя занесено в Золотую книгу Казахской ССР (05.04.1966).

## Награды
- Герой Социалистического Труда
- Орден Ленина
- Медаль «За освоение целинных земель» (20.10.1956)
- Три медали ВДНХ